# 钟嗣成
钟嗣成，字繼先，號醜齋。生卒不详，元大梁（今河南开封）人，活跃于元文宗年间。曾為江浙行省掾史。著有元曲解题目录《錄鬼簿》以及專集《醜齋樂府》。其雜劇著作《鄭莊公》、《蟠桃會》、《詐遊雲夢》等失传。

## 参看
- 元曲
- 《录鬼簿》